# 大久保利通が登場する大衆文化作品一覧
大久保利通が登場する大衆文化作品一覧（おおくぼとしみちがとうじょうするたいしゅうぶんかさくひんいちらん）

## 主題とした作品

### 小説
- 海音寺潮五郎 『西郷と大久保』『西郷と大久保と久光』
- 司馬遼太郎『翔ぶが如く』
- 徳富蘇峰 『大久保甲東先生』
- 渡辺房男『大久保利通 わが維新、いまだ成らず』

### テレビドラマ
- 『翔ぶが如く』（1990年・NHK大河ドラマ 演：鹿賀丈史）

## 登場する作品

### 小説
- 司馬遼太郎『歳月』

- 林真理子 『西郷どん!』
- 伊東潤『武士の碑』『西郷の首』『走狗』
- 池波正太郎『人斬り半次郎』

### 漫画
- 武田鉄矢原作、小山ゆう作画 『お〜い!竜馬』
- みなもと太郎『風雲児たち』
- 小山ゆう『AZUMI』
- 梅村真也原作、橋本エイジ作画『ちるらん 新撰組鎮魂歌』
- 和月伸宏 『るろうに剣心 -明治剣客浪漫譚-』
- 武田五三 『シンパチ ‐西郷の右腕‐』
- そにしけんじ『ねこねこ日本史』
- 泰三子『だんドーン』

### テレビドラマ
- 『竜馬がゆく』（1968年、NHK大河ドラマ、演：土屋嘉男）
- 『勝海舟』（1974年、NHK大河ドラマ、演：西沢利明）
- 『明治の群像 海に火輪を』（1976年、 NHK特集内ドキュメンタリードラマ、 演：石坂浩二）
- 『花神』（1977年、NHK大河ドラマ、演：高橋長英）
- 『命もいらず名もいらず』（1977年、TBS、演：細川俊之）
- 『獅子の時代』（1980年、NHK大河ドラマ、演：鶴田浩二）
- 『田原坂』（1987年、日本テレビ年末時代劇スペシャル、演：近藤正臣）
- 『徳川慶喜』（1998年、NHK大河ドラマ、演：池田成志）
- 『新選組!』（2004年、NHK大河ドラマ、演：保村大和）
- 『竜馬がゆく』（2004年、テレビ東京新春ワイド時代劇、演： 斎藤歩）
- 『篤姫』（2008年、NHK大河ドラマ、演：原田泰造）
- 『龍馬伝』（2010年、NHK大河ドラマ、演：及川光博）
- 『JIN-仁-完結編』（2011年、TBS、演：眞島秀和）
- 『歴史にドキリ』（2012年、NHK教育テレビ、 演：中村獅童）
- 『八重の桜』（2013年、NHK大河ドラマ、演：徳重聡）
- 『あさが来た』（2015年度下半期、NHK連続テレビ小説、演：柏原収史）
- 『西郷どん』（2018年、NHK大河ドラマ、演：瑛太）
- 『前田正名―龍馬が託した男』（2019年、 KTS鹿児島テレビ開局50周年特別番組、 演：宮川一朗太）
- 『永遠のニㇱパ 〜北海道と名付けた男 松浦武四郎〜 』（2019年、NHK 北海道150年記念ドラマ、 演：江口洋介）
- 『明治開化 新十郎探偵帖』（2020年、NHKBS時代劇、演：篠井英介）
- 『青天を衝け』（2021年、NHK大河ドラマ、演：石丸幹二）
- 『相棒』（2024年、テレビ朝日、演：松澤仁晶）

### テレビアニメ
- 『まんが日本史 (日本テレビ)』（演：野田圭一）
- 『るろうに剣心 -明治剣客浪漫譚-』（演：坂口芳貞）
- 『ねこねこ日本史』（演：小林ゆう） - 紺色の細長い猫キャラとして描かれる。
- 『るろうに剣心 -明治剣客浪漫譚-（2023年版）』（演：松山鷹志）

### 映画
- 『半次郎』（2010年、 演：北村有起哉）
- 『るろうに剣心 (実写映画)』（2014年、演：宮沢和史）
- 『海辺の映画館－キネマの玉手箱』（2020年、 演：稲垣吾郎）
- 『天外者』（2020年、演：迫田孝也）

### 舞台
- 『若き獅子たちの伝説』（劇団四季公演、1967年、演：田中明夫、作：石原慎太郎）

### ゲーム
- 『Rise of the Ronin』（演：てらそままさき）